# キエフ (空母)
キエフ（Киев）はソビエト海軍とロシア海軍で1975年から1993年まで就役していた重航空巡洋艦。キエフ級航空母艦（1143型航空巡洋艦）の1番艦で、1970年から1975年にかけてムィコラーイウのチェルノモルスク造船所（黒海造船所）で建艦された。

## 概要
ソビエト海軍が初めて手にした固定翼機が運用可能な航空母艦であり、世界初のVTOL空母である。キエフ建艦に至る経緯はキエフ級航空母艦を参照のこと。
「キエフ」という艦名は当時ソビエト連邦を構成していたウクライナ・ソビエト社会主義共和国の首都キエフに由来するが、この艦名は元々モスクワ級ヘリコプター巡洋艦3番艦に予定されていたものである。これは新たなモスクワ級の建艦がキャンセルされて本級（1143型航空巡洋艦）の建造が決定された際に、既になされていたモスクワ級3番艦の艦籍への登録をそのまま引き継いだためである。

## 歴史

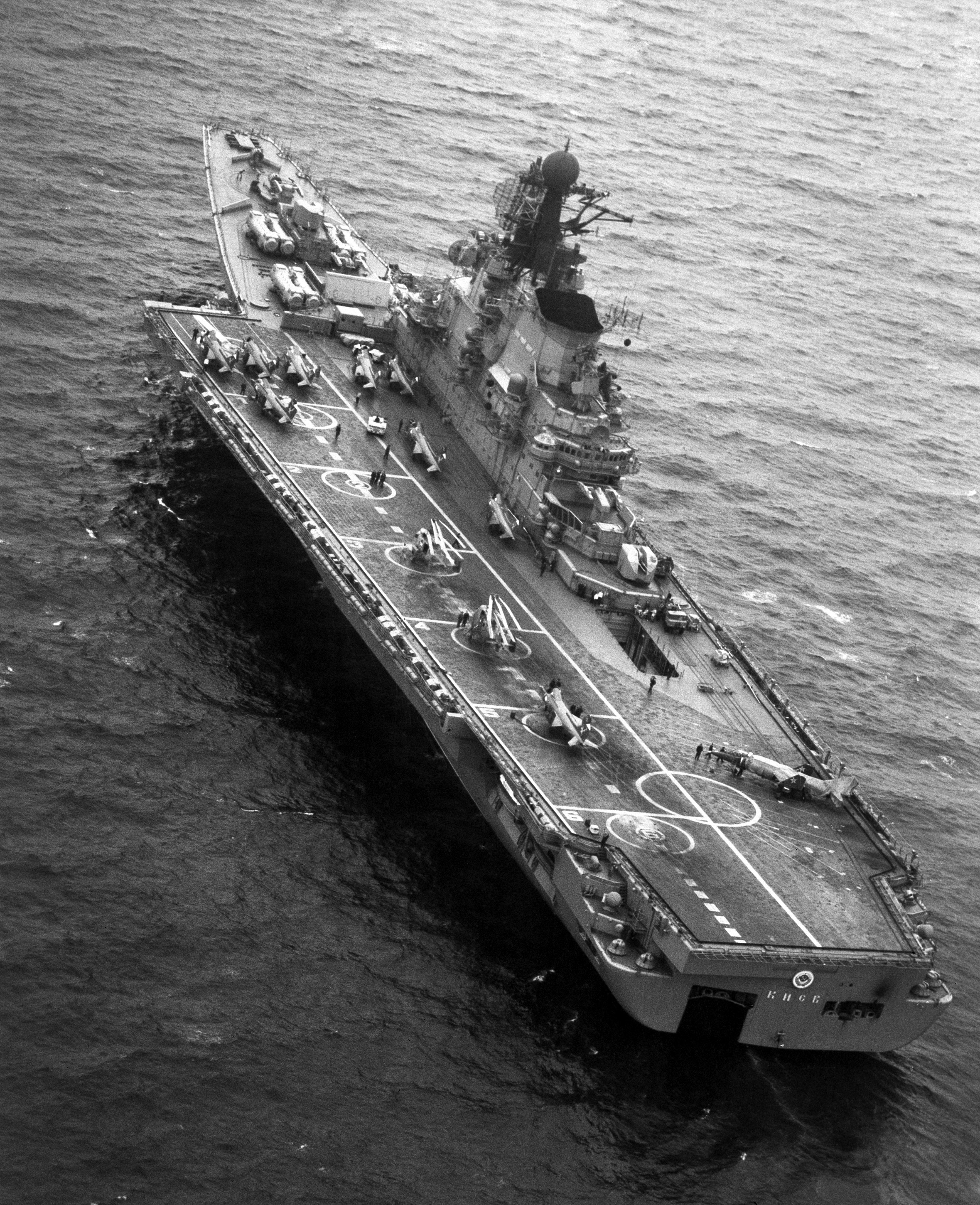
ソ連海軍空母キエフ 1985年

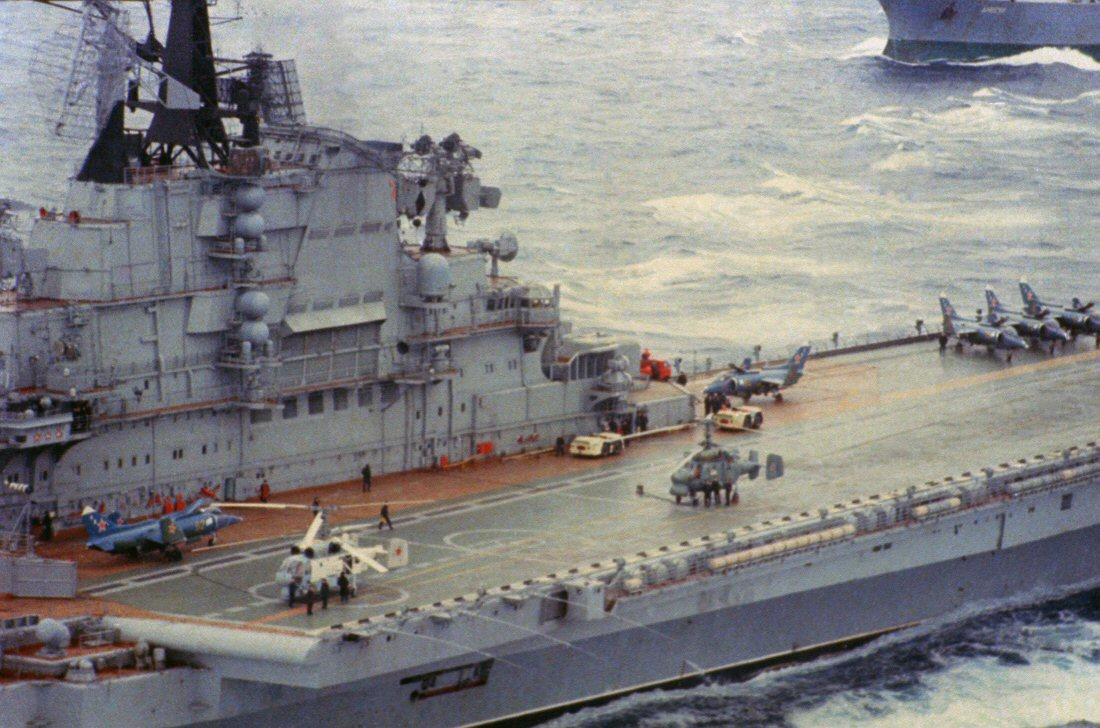
カモフKa-27とカモフKa-25 ヘリコプター、そしてヤコブレフYak-38攻撃機が甲板上に駐機中。 1988年1月6日

キエフは1970年6月21日に起工され1972年12月26日に進水した。1975年12月28日に完成・就役したが、正式に運用開始されたのは全ての試験が終了した1977年2月になってからだった。今まで経験のない新型艦種であったため、建造途中にも何回もの設計変更を受けた結果、工期は2番艦ミンスクに比べて7か月も多くかかった。
1975年4月、初めて造船所からセヴァストポリへ向かう第3次試験時には艦の戦術番号を艦橋横に書いていたが、アメリカ海軍の真似であるということで海軍総司令部の指示により以降舷側に書き直された。
1976年7月16日、キエフは黒海のセヴァストポリから出港し、7月20日にクレタ島沖の地中海で艦載機であるYak-38M（搭載していたのは単座型Yak-36Mが4機、複座型Yak-36MUが1機）の運用試験を始めた。このときの航海はソビエトにとっては存在の誇示の一面があり西側にとっては情報収集の機会ということでキエフは大きな注目を集め、NATOから12か国16隻の艦艇がキエフを追尾し偵察機の接触は708回に及んだ。キエフの周囲を飛行する西側の航空機が時には危険なほど接近し、警告しても治まらなかったので、業を煮やしたキエフの艦載機がたまたまそこにいた西ドイツの偵察機を標的とした攻撃訓練を行ってみせると以降は接近が減少したという話や、アメリカ空軍の電子偵察機RC-135Uが、電波の傍受をされないよう一切の電波放射をとりやめて航行していたキエフに対して、フラップと着陸脚を下ろしてキエフの飛行甲板上に強行着艦するかのようにアプローチし、キエフ内を大騒ぎさせて再度電波の発信をするように仕向けた話などが伝えられている。
1976年8月10日にムルマンスク州のセヴェロモルスクに到着し、北方艦隊の第170対潜水艦旅団に配属され、引き続き12月まで追加試験を行った。1977年4月の12日から19日にかけてSever-77演習に参加、1977年6月26日には「対潜巡洋艦」から「重航空巡洋艦」に艦種変更された。1977年12月20日から1978年4月21日までの間、この艦は大西洋と地中海における作戦に参加した。1978年11月3日、セヴェロモルスク沖合で停泊中に嵐のため座礁、損害はなかったがこれ以降キエフは停泊中でも主機の停止を禁止され、主機寿命の短縮に繋がった。1978年8月4日には地方演習に参加し、10月11日には白海において主装備ミサイルの最終試験を行った。
1977年から1987年にかけて、キエフは10回の試験航海を大西洋と地中海で行った。1979年3月には姉妹艦であるミンスクとともに機動演習を行った。1981年10月、キエフはバルト海で行われたソ連史上最大の軍事演習であるザーパド81において援護艦隊の旗艦をつとめた。
1982年12月から1984年11月にかけて、ムィコラーイウで整備と近代化改修を受けた。1985年よりYak-38の垂直発進から短距離発進への変更と搭載ヘリコプターKa-25からKa-27への更新が開始された。1985年キエフは北方艦隊に戻った。1987年から主にセヴェロモルスクにとどまるようになった。1989年12月、キエフは予備艦隊に移動となった。
ソビエト連邦の崩壊後、この艦はロシア連邦共和国に引き取られた。軍事予算の低減と艦の状態の悪化により1993年6月30日に退役した。実質的な運用期間は12年とこのクラスの大型艦にしては短いが、これはソビエト連邦崩壊だけではなく、基地の支援設備が不充分であったこと、人員的な面で日常の整備不良が恒常化していたことなどが影響していると言われる。ソ連はキエフ級も整備できるようにするため北洋艦隊の修理工場向けにスウェーデンから、太平洋艦隊の修理工場向けに日本からそれぞれ8万トンの浮きドックを購入したが、どちらも技術者の育成不足のため最後まで有効に活用されなかった。

## 引退後

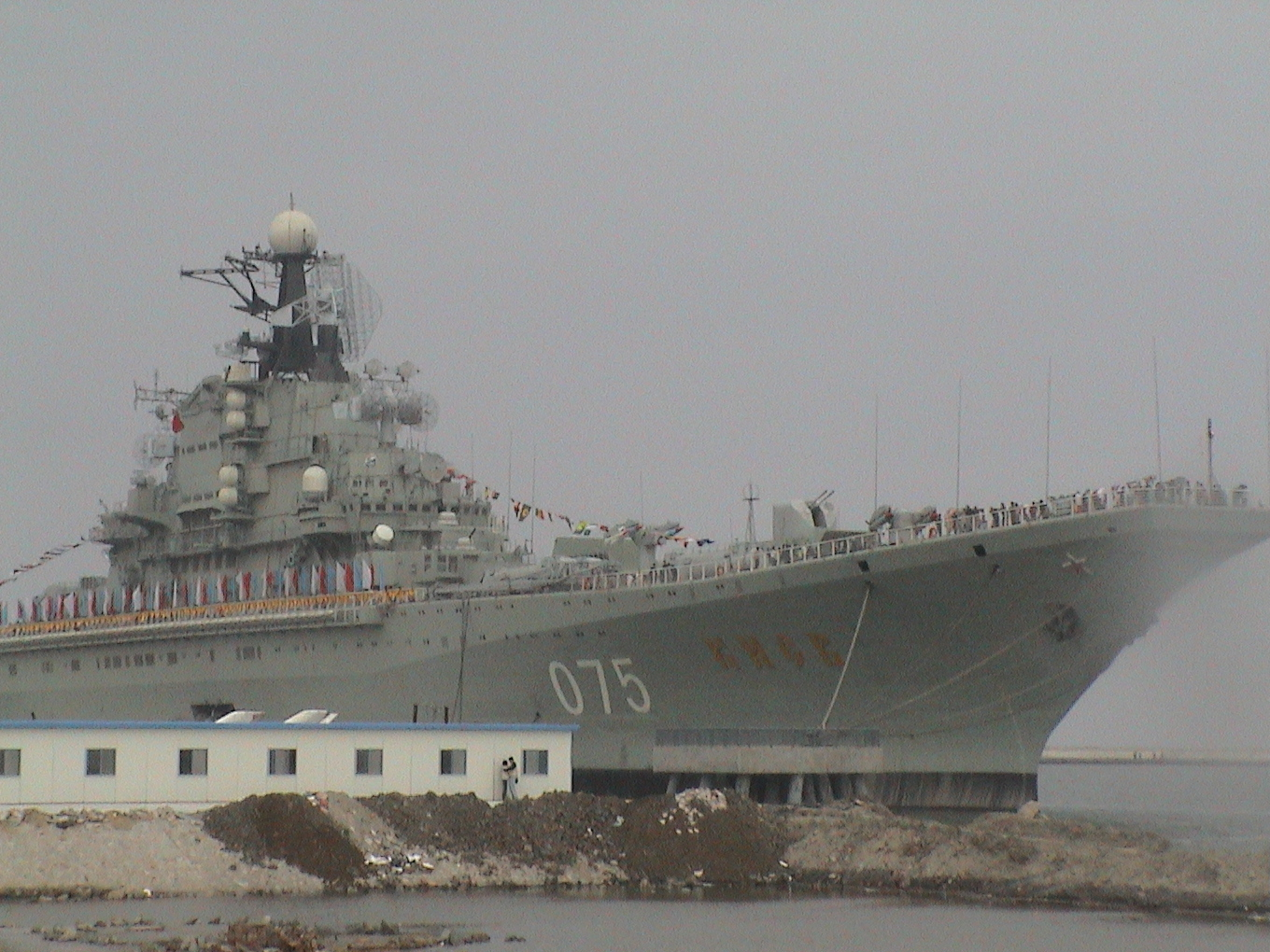
2004年5月1日（天津にて）

1996年、キエフは中華人民共和国の天津市にある天津浜海空母テーマパークに売却された。このコンセプトは観光娯楽コンサルタント会社のLeisure Quest Internationalによって開発された。
2011年8月、元キエフの船体は960万ポンドをかけて豪華ホテルに改装された。